# Положение вне игры (футбол)

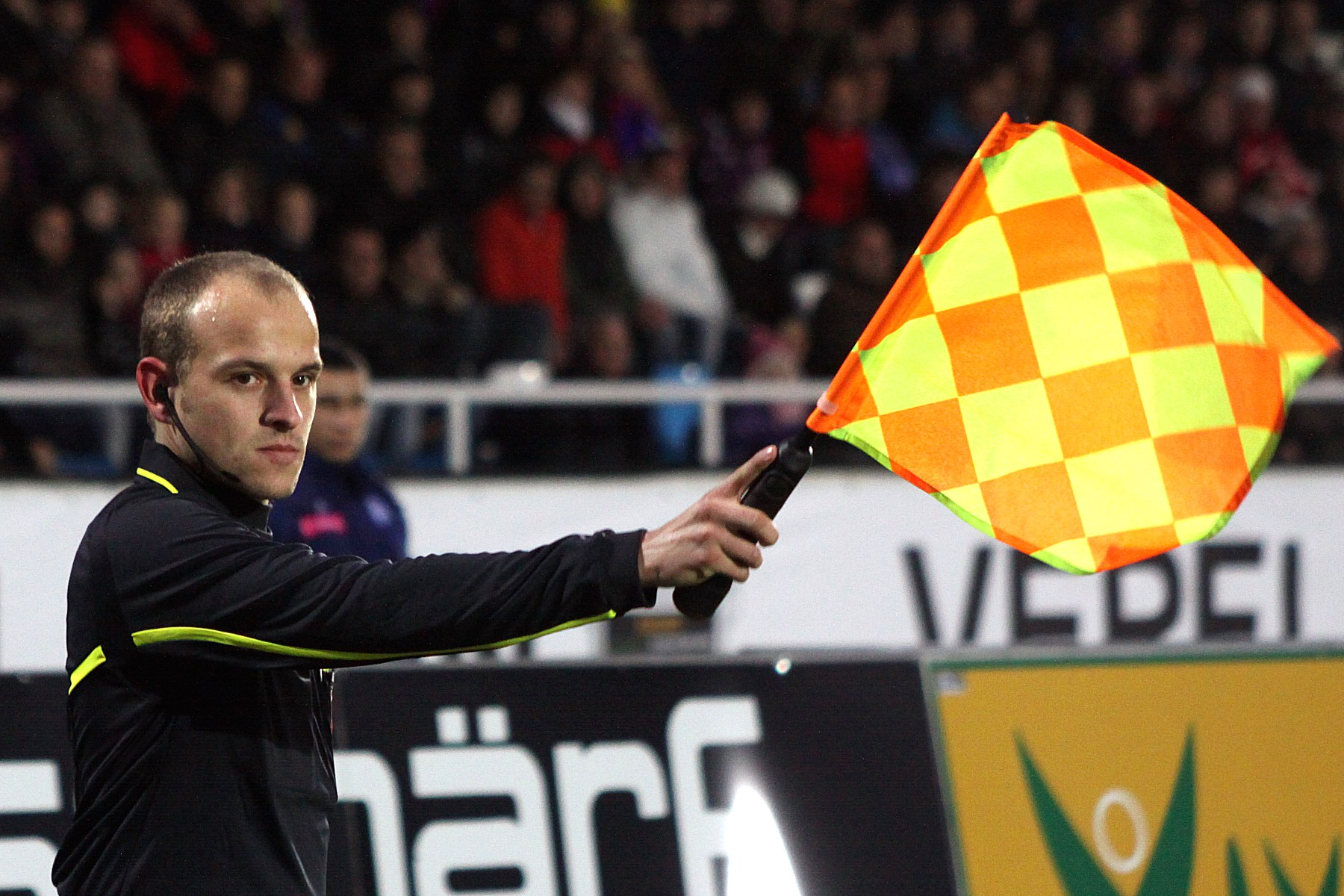
Австрийский судья Клеменс Шюттенгрубер фиксирует положение «вне игры» в матче

Положение «вне игры»  или офсайд (англ. offside) — ситуация в футболе, при которой игрок во время передачи ему паса или удара по воротам находится ближе к линии ворот соперника, чем мяч и предпоследний игрок соперника.
Игрок не находится в положении «вне игры», если:
- он на своей половине поля;
- он на одной линии с предпоследним игроком соперника;
- он на одной линии с двумя последними соперниками;
- он на одной линии с мячом;
- мяч вводится в игру из-за боковой линии.

При этом нахождение игрока в положении «вне игры» само по себе не является нарушением правил и не наказывается карточками.

## Нарушение

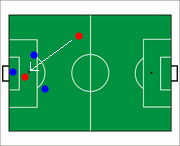
Игрок, находясь в момент удара в положении «вне игры», нарушит правила, если коснётся мяча, в том числе после отскока мяча от каркаса ворот или от соперника (но не после его ошибочной игры в мяч), или будет мешать сопернику.

Игрок, находящийся в положении офсайда, не принимает участие в дальнейшей атаке.
В перечисленных случаях противоположная команда получает право на выполнение свободного удара с места, где произошло нарушение.

## Отсутствие нарушения
Положение «вне игры» не является нарушением правил игроком, если:
- он получает мяч, который попал к нему в результате умышленных действий соперника (за исключением умышленного отбивания);
- он получает мяч непосредственно после вбрасывания мяча из-за боковой линии, удара от ворот или углового удара.
- он находится за линией мяча; например, если два игрока атакующей команды выходят на вратаря или на пустые ворота, то игрок, владеющий мячом, может дать партнёру пас назад, но не может дать пас вперёд — поскольку офсайд фиксируется только у игроков, находящихся между мячом и воротами, игроки, находящиеся за линией мяча в момент паса, не находятся в офсайде.